# Alberbury Lower Quarter
Alberbury Lower Quarter var en civil parish från 1866 till 1886 då den blev en del av Alberbury with Cardeston, i grevskapet Shropshire, i England. Civil parish var belägen 13 km från Shrewsbury och hade 590 invånare år 1881.